# Відкритий чемпіонат США з тенісу 2010
Відкритий чемпіонат США з тенісу 2010 проходив з 30 серпня по 13 вересня 2010 року на відкритих кортах Тенісного центру імені Біллі Джин Кінг у парку Флашинг-Медоуз у районі Нью-Йорка Квінз. Це був четвертий, останній турнір Великого шолома календарного року.

## Значні події
Минулорічний чемпіон в одиночному розряді, Хуан-Мартін дель Потро, пропустив турнір через травму зап'ястя. Переміг Рафаель Надаль. Для нього був третій титул Великого шолома цього року, 9-й загалом і перший у США. З цією перемогою Надаль завершив золотий Великий шолом за кар'єру. 
Минулорічна чемпіонка Кім Клейстерс успішно захистила титул. Це був її третій титул Великого шолома в кар'єрі та третій у США.
У парному розряді серед чоловіків перемоги брати Майк та Боб Браяни. Ця перемога була для них 3-ю в США та 9-ю в турнірах Великого шолома. 
У парному розряді серед жінок Ваня Кінг та Ярослава Шведова виграли свій другий титул Великого шолома. 
У міксті Лізель Губер та Боб Браян теж вдруге здобули титул Великого шолома, перший раз 2009 року в Франції. Для Боба Браяна це був четвертий мейджор у міксті.

## Результати фінальних матчів

### Дорослі
| Одиночний розряд. Чоловіки |                                   |                    |
| Рафаель Надаль             | Новак Джокович                    | 6–4, 5–7, 6–4, 6–2 |
|                            |                                   |                    |
| Одиночний розряд. Жінки    |                                   |                    |
| Кім Клейстерс              | Віра Звонарьова                   | 6–2, 6–1           |
|                            |                                   |                    |
| Парний розряд. Чоловіки    |                                   |                    |
| Боб Браян Майк Браян       | Роган Бопанна Айсам ул-Гак Куреші | 7–6(7–5), 7–6(7–4) |
|                            |                                   |                    |
| Парний розряд. Жінки       |                                   |                    |
| Ваня Кінґ Ярослава Шведова | Лізель Губер Надія Петрова        | 2–6, 6–4, 7–6(7–4) |
|                            |                                   |                    |
| Мікст                      |                                   |                    |
| Лізель Губер Боб Браян     | Квета Пешке Айсам ул-Гак Куреші   | 6–4, 6–4           |
|                            |                                   |                    |

### Юніори
| Одиночний розряд. Хлопці     |                              |               |
| Джек Сок                     | Деніс Кудла                  | 3–6, 6–2, 6–2 |
|                              |                              |               |
| Одиночний розряд. Дівчата    |                              |               |
| Дарія Гаврилова              | Юлія Путінцева               | 6–3, 6–2      |
|                              |                              |               |
| Парний розряд. Хлопці        |                              |               |
| Дуйліо Беретта Роберто Кірос | Олівер Голдінг Їржи Веселий  | 6–1, 7–5      |
|                              |                              |               |
| Парний розряд. Дівчата       |                              |               |
| Тімеа Бабош Слоун Стівенс    | Ан-Софі Местах Сілвія Ньїрич | w/o           |
|                              |                              |               |